# 長泉院 (蕨市)
長泉院（ちょうせんいん）は、埼玉県蕨市にある真言宗霊雲寺派の寺院。

## 歴史
創建年代は不明である。当初は武蔵国久良岐郡六浦（現・神奈川県横浜市金沢区六浦）に位置していたが、1753年（宝暦3年）に円実という沙弥（修行中の僧侶）の本願により、移転された。このように、当院の移転に際し、沙弥が深く関与していたことから「おしゃみ」という通称で知られている。
当院の梵鐘は、移転間もなくの1758年（宝暦8年）に小幡内匠によって製作された。蕨宿の時の鐘として使われてきた。現在は、蕨市の文化財に指定されている。

## 交通アクセス
- 蕨駅より徒歩12分。